# Franz Chvostek junior
Franz Chvostek junior est un médecin interniste autrichien né le 3 octobre 1864 à Vienne et mort le 17 avril 1944 à Obervellach en Carinthie, Autriche. Il est connu pour son antisémitisme et son opposition à la formation universitaire des femmes.

## Biographie
Franz Chvostek junior naît à Vienne le 3 octobre 1864. Il est le fils du médecin autrichien František Chvostek (en) ou Franz Chvostek senior (1835-1884) connu pour le signe de Chvostek.
Il étudie la médecine à l'université de Vienne, notamment auprès d'Otto Kahler (1849-1893) et de Theodor Hermann Meynert (1833-1892) . Il obtient son doctorat en médecine en 1888. À partir de 1894, il pratique la médecine interne.
Il est nommé professeur ordinaire titulaire en 1909 et chef de la IIIe clinique médicale de Vienne en 1911. La même année, il est appelé à donner son avis sur le traitement de Gustav Mahler (1860-1911) à la demande de sa femme Alma Malher.
Il meurt à Obervellach en Carinthie, Autriche, le 17 avril 1944.

## Parcours politique et scientifique
Après la première guerre mondiale, Chvostek rejoint le mouvement nationaliste et antisémite d'Erich Ludendorff. Dans les années 1920, Chvostek renomme sa clinique médicale Hakenkreuzlerklinik (Clinique de la croix gammée), mais ni lui ou un membre de son équipe n'a appartenu au Parti national-socialiste des travailleurs allemands.
Dans ses cours et conférences universitaires, Chvostek s'oppose fortement à l'entrée des femmes dans les universités autrichiennes.
Il s'intéresse aux maladies héréditaires. L'« anémie de Chvostek » est une anémie associée à un trouble fonctionnel pancréatique, ce concept tombe en désuétude dans la deuxième moitié du XXe siècle. Le « symptôme de Chvostek » désigne des troubles de croissance de cheveux au cours de maladies chroniques du foie.
En 1943 et 1944, il est nommé pour la médaille Goethe pour l'art et la science en raison de son attitude « toujours nationale ».
Il a été l'un des professeurs d'Hans Asperger.